# هنري فورد (رسام توضيحي)
هنري فورد (بالإنجليزية: Henry Ford)‏ هو رسام توضيحي أمريكي، ولد في 1828 في نيويورك في الولايات المتحدة، وتوفي في 1894.